# Cim d'Estremera
El Cim d'Estremera és una muntanya de 1.948 metres que es troba entre els municipis de Queralbs i de Planoles, a la comarca catalana del Ripollès.